# Juri Sergejewitsch Balaschow
Juri Sergejewitsch Balaschow (russisch Юрий Сергеевич Балашов, international meist in englischer Transkription Yuri Balashov; * 12. März 1949 in Schadrinsk (Oblast Kurgan)) ist ein russischer Schachspieler.

## Erfolge als Spieler

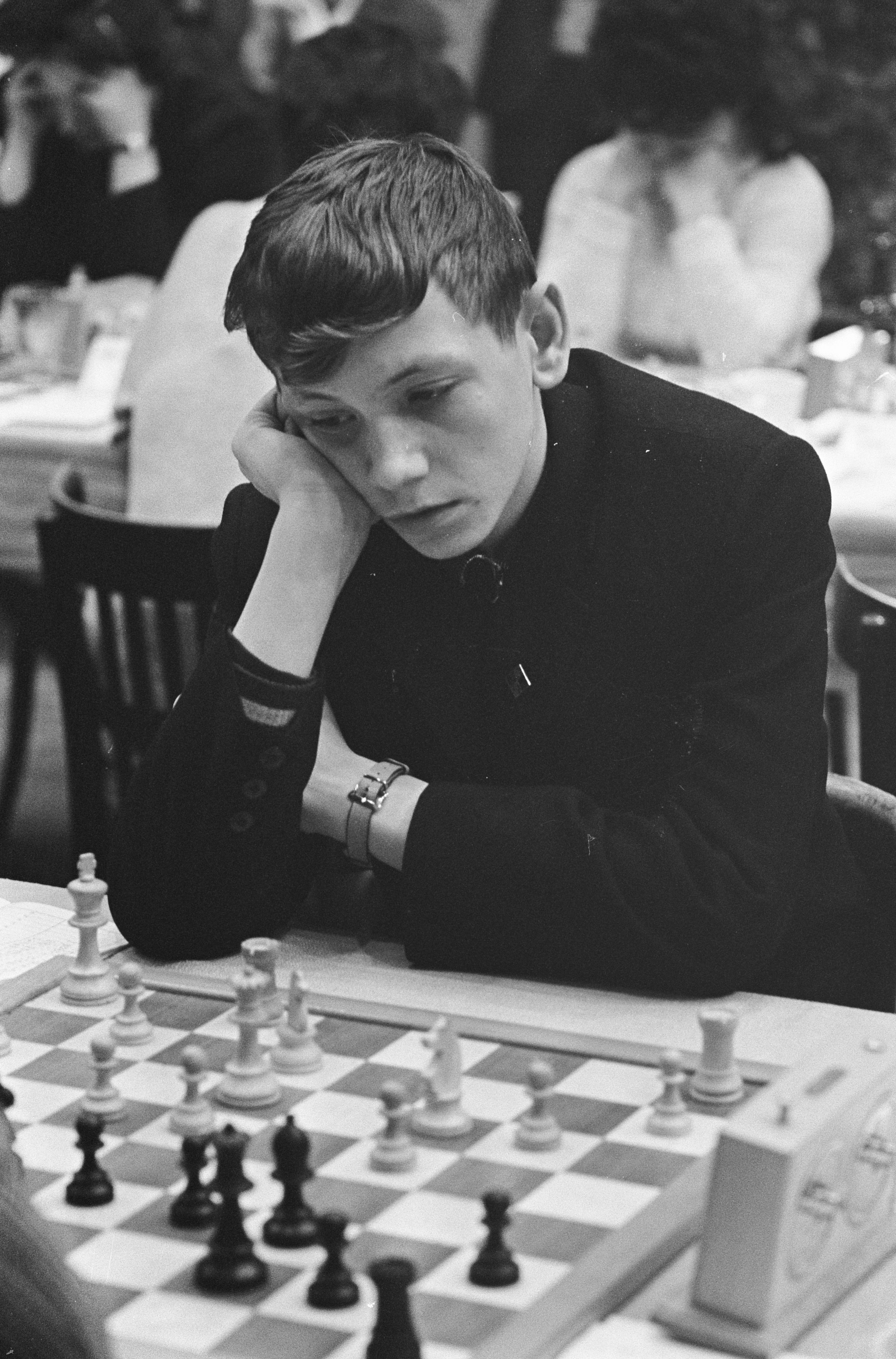
Juri Balaschow (1965)

Im Jahr 1967 gewann Balaschow ein stark besetztes Juniorenturnier in Riga. Im Jahr 1970 wurde er Meister von Moskau und er errang im selben Jahr den FIDE-Titel Internationaler Meister. Seit 1973 ist er Großmeister. 1976 erreichte er bei den UdSSR-Meisterschaften den zweiten Platz hinter Anatoli Karpow.
Balaschow war in den 1970er und 1980er Jahren ein erfolgreicher Turnierspieler u. a. mit guten Platzierungen in den Traditionsturnieren von Hastings und Wijk aan Zee. Auf deutschem Boden gewann Balaschow Turniere in Halle (1976), war 1979 Co-Sieger in München und gewann 1987 die Dortmunder Schachtage. Bei der internationalen deutschen Meisterschaft 1983 in Hannover wurde er Dritter hinter Anatoli Karpow und Tamas Giorgadse. Beim Berliner Sommer 1988 war er geteilter Erster zusammen mit Bogdan Lalić und Anatoli Wolfowitsch Waisser.

## Nationalmannschaft

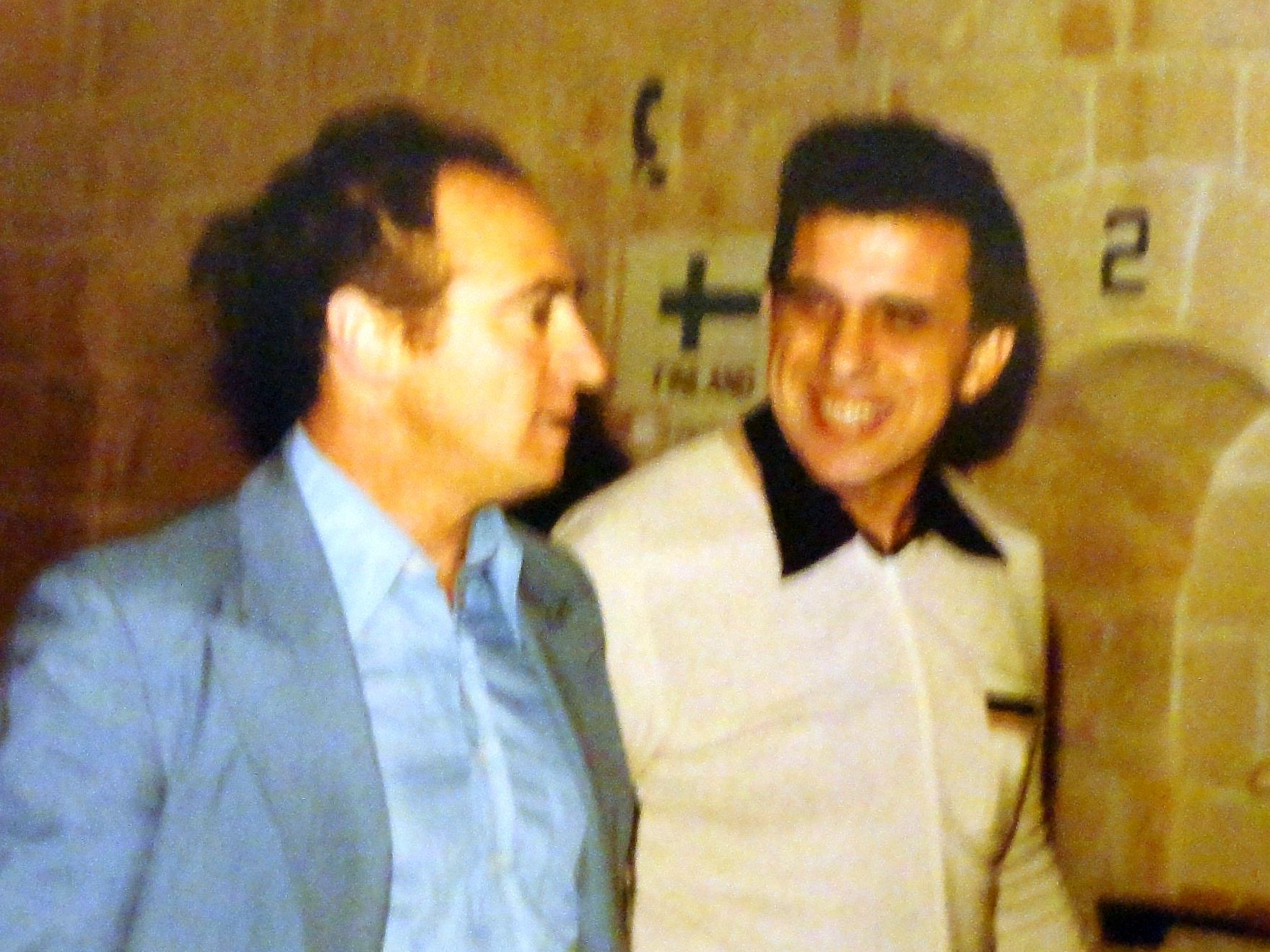
Polugajewski + Balaschow, Schacholympiade 1980

1980 gehörte Balaschow zur sowjetischen Mannschaft bei der Schacholympiade in Valletta. Mit dem Team und als bester Ersatzspieler (7,5 Punkte aus 10 Partien) gewann er jeweils die Goldmedaille. Außerdem gewann Balaschow die Mannschaftseuropameisterschaften 1970, 1973, 1977 und 1980, wobei er 1973 in Bath am zweiten Reservebrett und 1977 in Moskau am fünften Brett jeweils das beste Einzelergebnis erreichte.

## Vereine
Als Jugendlicher spielte Balaschow für Trud, später für Burewestnik, mit denen er 1971, 1974 und 1980 die sowjetische Vereinsmeisterschaft gewann sowie die European Club Cups 1976 und 1979 gewann und 1982 und 1984 das Finale erreichte. An den European Club Cups 1990 und 1992 nahm Balaschow mit Tigran Petrosjan Moskau teil.
Bei der russischen Mannschaftsmeisterschaft spielte er 1998 für ShK Tomsk, 2000 für GPZ-1 Phoenix Moskau, 2001 und 2002 für SK Nowokusnezk sowie 2003 für Debiut-DVGU Wladiwostok. In der deutschen Bundesliga spielte Balaschow in der Saison 1997/98 für die SVG Plettenberg.

## Tätigkeit als Sekundant
In der Diplomarbeit seines Schachtrainer-Studiums beschäftigte sich Balaschow mit den Partien von Bobby Fischer und wurde für das Kandidatenfinale zwischen Petrosjan und Fischer 1971 in Buenos Aires in den Sekundantenstab des Armeniers berufen. In den 1970er und 1980er Jahren machte sein enormes Schachwissen Balaschow zu einem gefragten Trainer und Sekundanten. So unterstützte er Anatoli Karpow von 1978 bis 1984 bei seinen Weltmeisterschaftskämpfen gegen Viktor Kortschnoi und Garri Kasparow. 1992 half er Boris Spasski während der Neuauflage des „Match des Jahrhunderts“ gegen Bobby Fischer.